# Beserilh
Beserilh (en francès Bézéril) és un municipi francès situat al departament del Gers i a la regió d'Occitània.

## Geografia

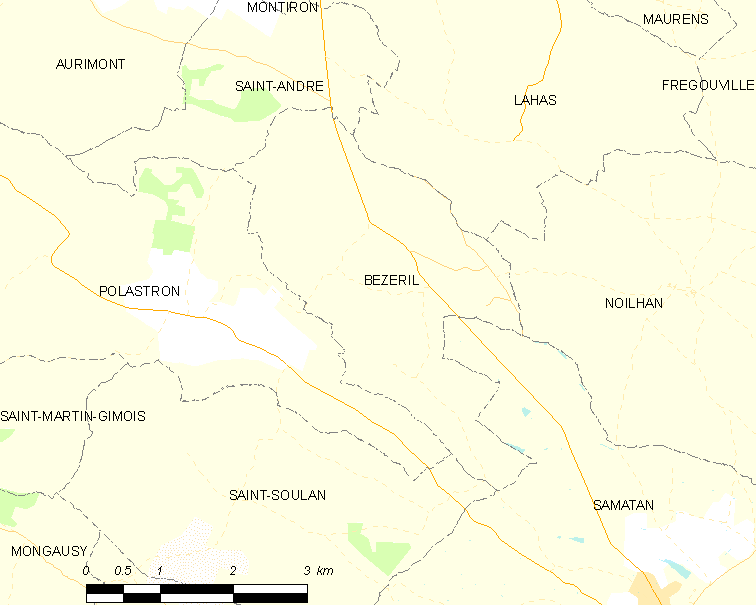
Mapa de la comuna de Beserilh

## Administració
| Període   | Identitat         | Partit |
| --------- | ----------------- | ------ |
| 2001-2008 | Georges Malet     | PS     |
| 2001-     | Christian Daignan |        |

## Demografia
| 1962                                       | 1968 | 1975 | 1982 | 1990 | 1999 | 2006 |
| ------------------------------------------ | ---- | ---- | ---- | ---- | ---- | ---- |
| 144                                        | 123  | 113  | 113  | 107  | 92   | 98   |
| Des de 1962: població sense dobles comptes |      |      |      |      |      |      |